# Rivolte del 2005 nelle banlieue francesi
Le Rivolte del 2005 nelle banlieue francesi sono iniziate a Clichy-sous-Bois il 27 ottobre 2005. Inizialmente circoscritte a questo comune, si sono poi estese a Montfermeil e ad altri centri del dipartimento di Senna-Saint-Denis a partire dal 1º novembre. In seguito il fenomeno si è esteso anche ad altre città della Francia come Rennes, Évreux, Rouen, Lilla, Valenciennes, Amiens, Digione, Tolosa, Pau, Marsiglia e Nizza.
Nell'insieme, le tre settimane di sommosse costituiscono la rivolta più importante in Francia dal maggio del 1968.

## La situazione generale
Le difficoltà dei sobborghi francesi hanno le loro radici nei piani di ricostruzione che sono stati attuati dopo la seconda guerra mondiale. Durante il 1950, una carenza di abitazioni portò alla creazione di baraccopoli. Il paese accolse con gioia giovani lavoratori dalle colonie, prevalentemente dall'Africa del Nord e dell'Ovest, per aiutare la ricostruzione, e questi immigrati popolarono le baraccopoli.
La crisi abitativa portò alla costruzione di condomini, che furono inizialmente abitati dalla classe media. Quando la situazione delle abitazioni migliorò, la classe media si trasferì in case migliori e gli immigrati si trasferirono dalle baraccopoli ai condomini. Questi condomini sono chiamati "HLM" – habitation à loyer modéré ("appartamenti con affitto moderato"). Un piano urbanistico diffuso in questo periodo era quello di separare le aree delle città secondo le funzioni da svolgere: zone residenziali (condomini), zone commerciali e zone lavorative, collegate al centro tramite mezzi pubblici.
La crisi energetica nel 1973 e un aumento della disoccupazione durante il 1984 contribuirono allo sviluppo di un senso di disperazione e assenza di legalità. Questo è stato esacerbato dall'influsso dell'Islamismo militante come appare evidente dagli attentati del 1998 del Gruppo Islamico Armato.

## I precedenti episodi di violenza urbana
I primi episodi di violenza urbana hanno avuto luogo nel 1979 a Vaulx-en-Velin, nei sobborghi di Lione. Ma il primo evento ad avere un'ampia copertura da parte dei media fu la rivolta nelle Minguettes a Vénissieux, sempre vicino a Lione; in quell'occasione si mescolarono richieste sociali e piccola criminalità. In seguito ad un altro scontro, sempre a Vénissieux nel marzo del 1983, il partito di estrema destra Front National ottenne un buon risultato alle elezioni amministrative locali. Diventa difficile riassumere gli eventi più recenti:
- eventi positivi, come la "Marcia per l'uguaglianza e contro il razzismo" (Marche pour l'égalité et contre le racisme) nel 1983 e il movimento femminile Ni putes ni soumises (Né puttane né sottomesse), nato nel 2003 in seguito all'omicidio di Sohane Benziane (una ragazza di 17 anni bruciata viva dal suo ragazzo);
- esplosioni di violenza urbana: per lo più incendi e sassaiole, accadono soprattutto quando un abitante della zona viene ferito o ucciso durante un'operazione di polizia (durano di solito pochi giorni), o durante il giorno di Capodanno;

La politica attuata dalle autorità si alterna tra:
- il contenimento della povertà e dell'isolamento sociale: volontariato, associazioni che promuovono l'aiuto scolastico, prevenzione della criminalità, ecc.;
- il rafforzamento dei controlli effettuati dalle forze dell'ordine per ristabilire l'ordine e la legalità;

L'aspetto delle rivolte che colpisce di più è che esse danneggiano gli abitanti della stessa zona povera nella quale avvengono, i vicini e i parenti degli aggressori.
Secondo Amar Henni (Libération, 5 novembre 2005), volontario e scrittore, i due principali fattori scatenanti della rivolta sono:
- il bisogno di rispetto e dignità: che hanno caratterizzato particolarmente l'ultima rivolta;
- la necessità di essere reputati i più forti: si scatenerebbe, cioè, nelle zone implicate una competizione ad apparire come l'area "più violenta"; questo fenomeno è stato alimentato dai media che sembrano quindi giocare un ruolo importante nella propagazione delle violenze.

Henni spiega che gli scontri sono diretti verso la gente della stessa condizione sociale perché gli aggressori non sono né organizzati né politicamente educati, e non sanno come ottenere quello che vogliono in maniera legale.

## Il contesto politico recente
Nel 2002, la campagna per le elezioni presidenziali francesi fu focalizzata sui problemi della criminalità nelle periferie, con frequenti servizi televisivi su questa tematica. Questa è uno dei motivi per cui Jean-Marie Le Pen, candidato del Fronte nazionale, si piazzò secondo ed ebbe accesso alla seconda tornata di elezioni.
Nicolas Sarkozy fu scelto come ministro dell'interno con un chiaro obiettivo: condurre sia una rigida politica di tolleranza zero contro la criminalità sotterranea, che la promozione dell'integrazione sociale dei reietti. La sua azione viene spesso criticata a causa del suo uso e abuso della televisione, ad esempio organizzando operazioni di polizia e chiamando i giornalisti per promuovere la sua azione. Questo atteggiamento porta all'irritazione degli abitanti di questi sobborghi, che non viene compensato dagli altri aspetti della sua politica, ad esempio il rilassamento della "doppia pena" (double peine, il fatto che uno straniero legalmente in Francia, che commette un reato, può essere espulso dopo aver scontato la pena), o le sue dichiarazioni per la discriminazione positiva e la partecipazione alle elezioni locali di stranieri che vivono legalmente in Francia.
Questa irritazione venne accentuata dal fatto che Nicolas Sarkozy è stato sindaco di Neuilly-sur-Seine, una città ricca che si rifiuta illegalmente di costruire case popolari: le abitazioni popolari rappresentano meno del 2,5% delle abitazioni, mentre la legge impone un 20% (SRU, loi de solidarité et renouvellement urbain, ovvero "legge di solidarietà e rinnovamento urbano", 13 dicembre 2000). Questo è stato recentemente evidenziato dal problema del tremendo aumento degli affitti (talvolta superiore al 10% annuo).
Il 20 giugno 2005 un ragazzo fu ucciso da una pallottola vagante durante una sparatoria fra due gang rivali nella "Cité des 4.000", a La Courneuve. Nicolas Sarkozy andò lì e dichiarò di voler "pulire la città con un Kärcher" (nettoyer la cité au Kärcher), cioè "pulire" la città con sistemi con acqua ad alta pressione, utilizzati normalmente per pulire strade e automobili. Il 25 ottobre, dopo esser andato ad Argenteuil, Sarkozy, riferendosi agli abitanti delle banlieues, usò la parola, appartenente al gergo giovanile, "racaille" (feccia). Gli abitanti delle periferie si sentirono, naturalmente, insultati, dato che Sarkozy aveva considerato tutti gli abitanti delle banlieue come criminali e delinquenti.

## Le tensioni etniche e religiose
Molti residenti di Clichy-sous-Bois e delle vicine aree appartengono alla prima o alla seconda generazione di immigrati provenienti dalle vecchie colonie francesi, e metà dei 28.000 abitanti del sobborgo sono sotto i 25 anni di età. Il dipartimento di Senna-Saint-Denis è quello con la più alta concentrazione di stranieri in tutta la Francia (circa il 30%) e anche quello con il più alto tasso di disoccupazione (30% a La Courneuve, 23% a Clichy-sous-Bois, percentuale che cresce al 50% tra giovani). Un gran numero di loro vive nei sobborghi di Parigi ed è qui, in questi quartieri parigini dove vivevano popolazioni di medio e basso rango, che sono avvenuti drastici cambiamenti di tipo economico e razziale che hanno profondamente cambiato queste periferie in pericolosi ghetti.
La BBC riporta che la percezione dell'Islam e degli immigranti da parte della società francese ha alienato alcuni musulmani francesi e può essere stata un fattore causale delle rivolte; "L'Islam è visto come la più grande sfida al modello secolare della nazione degli ultimi 100 anni", e l'"assertività dell'Islam francese è vista come una minaccia, non solo ai valori della repubblica, ma alla sua sicurezza", a causa "della crescita mondiale della militanza islamica". La BBC inoltre metteva in dubbio che tale allarme fosse giustificato, dicendo che i ghetti musulmani francesi non sono focolai di separatismo e che "i sobborghi sono pieni di gente che vuole disperatamente integrarsi nella società più ampia".

## La povertà
Secondo il The Guardian, "le rivolte hanno evidenziato tensioni tra le grandi città benestanti e le loro banlieue tristemente ghettizzate, casa di immigranti del Maghreb e dell'Africa Occidentale che non sono mai stati pienamente integrati nella società francese e sono diventati una sottoclasse per cui disperazione e discriminazione sono la norma". La BBC descrisse "il malcontento tra i molti giovani francesi di origine nordafricana" e la discriminazione nei confronti degli immigranti, evidenziando che "il gruppo di pressione SOS Racisme porta alla luce regolarmente casi di datori di lavoro che scartano candidati con nomi stranieri".

## Il comportamento della Polizia
Gli agenti di polizia che lavorano nelle zone dove si svolsero le violenze sono frequentemente accusati di avere un atteggiamento di molestia e provocazione. I controlli d'identità sono estremamente frequenti, e spesso sono visti come "battute di caccia" che prendono di mira le minoranze. Il comportamento degli ufficiali è spesso descritto come violento e privo di rispetto, conducendo a sospetti e odio da parte dei molti abitanti di queste aree.. Il comportamento di Sarkozy è percepito come un assenso al comportamento della polizia coprendo i suoi abusi, il che ha portato la richiesta di presentare le sue dimissioni.

## Il panorama sociopolitico
Le rivolte delle Banlieue, con la loro incontenibile forza, hanno infranto il muro mediatico che da svariati anni nascondeva al mondo intero la realtà delle aree suburbane francesi.
In prima istanza, per poter comprendere le cause remote che sono alla base di questi scontri, bisogna focalizzare l'attenzione attorno al concetto cardine di periferia. Con questo termine si designa l'area suburbana che segna il confine tra il mondo provinciale e quello propriamente cittadino. La periferia è pertanto il baluardo invalicabile che preclude qualunque possibilità di emancipazione sociale (mancano infatti infrastrutture, scuole, centri sociali) e che impedisce ai suoi stessi abitanti l'accesso diretto al cuore pulsante della vera città, sede delle principali attività socio-economiche.
Un'ulteriore tematica di grande rilevanza riguarda l'applicazione del modello di integrazione francese; per alcuni è mancato completamente, a livello politico, un progetto concreto di integrazione degli stranieri nella comunità nazionale; diversamente dai modelli anglosassoni (in particolare gli USA), ove le generazioni successive discendenti dagli immigrati vedono migliorata la loro posizione culturale ed economica, in Francia si è operata una compartimentazione derivata dall'assenza di miglioramenti da una generazione all'altra, compartimentazione la quale ha portato ad una scissione della società in cittadini di serie A (ovvero i borghesi bianchi abitanti dei ricchi quartieri centrali) e cittadini di serie B (vale a dire gli stranieri abitanti delle Banlieue).

## Entità della rivolta

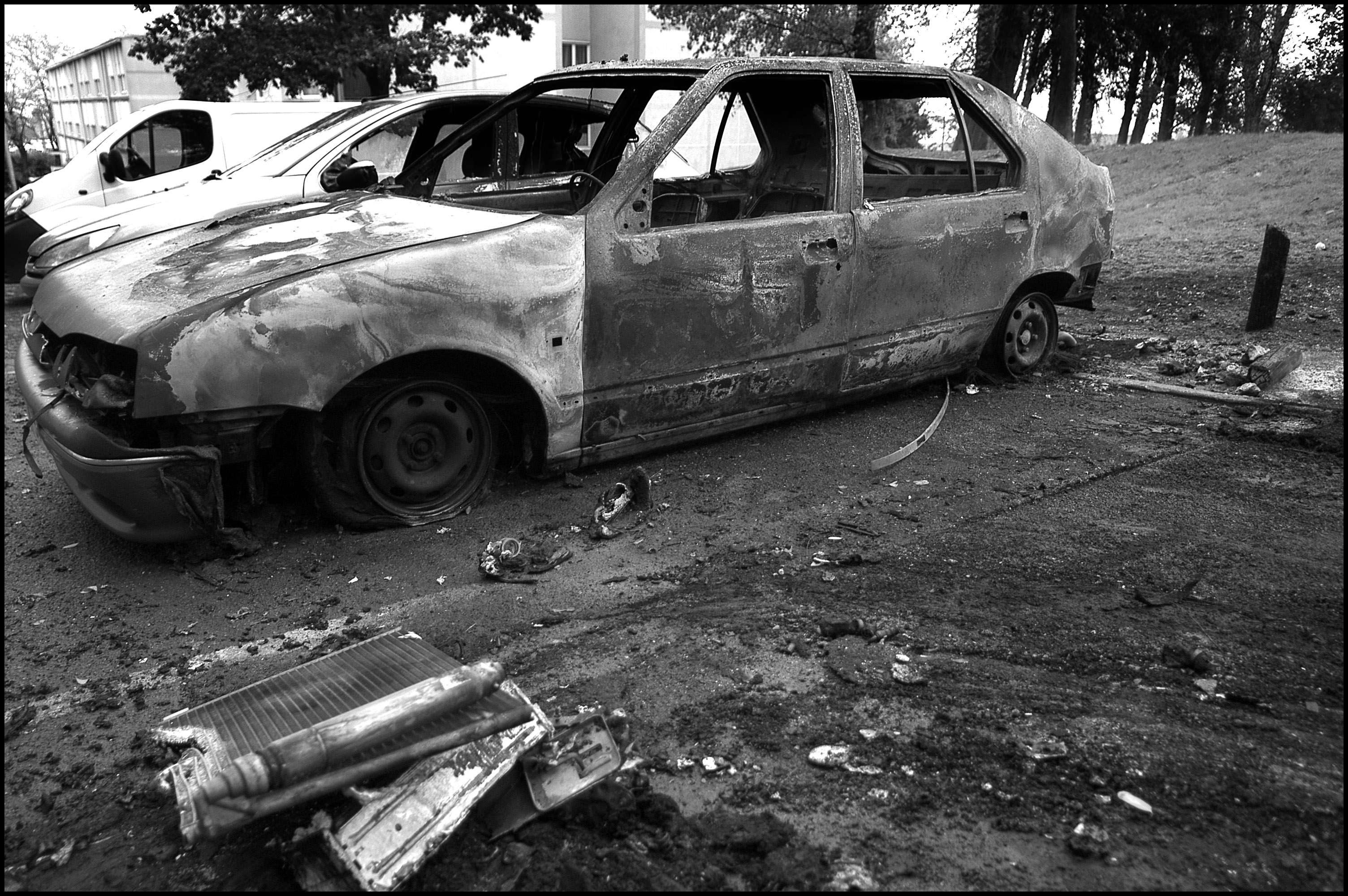
Resti di un'auto data alla fiamme nel corso dei disordini scoppiati nelle banlieue di Parigi

Le rivolte hanno preso essenzialmente la forma d'incendi e di lanci di sassi contro le forze dell'ordine, e in alcuni casi vi sono stati scontri che hanno visto fronteggiarsi diverse centinaia di persone tra polizia e giovani abitanti dei quartieri. Si sono anche verificati episodi di assalti con armi da fuoco, in particolare nel sobborgo a sud di Parigi di Grigny, dove i rivoltosi hanno usato pistole e carabine ferendo oltre 30 poliziotti.
La mattina del 3 novembre il bilancio era di 315 veicoli incendiati e 29 arresti a Clichy-sous-Bois e in zone adiacenti. La sera del 4 novembre, gli scontri sono continuati in un generale clima di tensione con una certa distensione a Clichy-sous-Bois, cittadina da cui sono cominciate le rivolte. La notte tra domenica 6 novembre e lunedì 7 novembre è stata quella con il bilancio più alto, con 1 408 veicoli incendiati, 395 arresti e un numero crescente di episodi di rivolta nelle città al di fuori dell'Île-de-France. A partire da martedì 8 novembre, il numero degli incendi ha cominciato ad abbassarsi.
Valutazioni dell'estensione delle violenze e dei danni avvenuti durante le rivolte sono in corso. Le cifre possono essere incomplete o inadeguate.
|        | data     | veicoli bruciati | arresti | estensione delle rivolte | fonti |
| ------ | -------- | ---------------- | ------- | --- | --- |
| 1.     | 28/10    | -                | -       | Clichy-sous-Bois | |
| 2.     | 29/10    | 29               | 14      | Clichy-sous-Bois | https://news.yahoo.com/s/afp/20051029/wl_afp/franceriotpolice |
| 3.     | 30/10    | 30               | 19      | Clichy-sous-Bois | |
| 4.     | 31/10    | -                | -       | Clichy-sous-Bois, Montfermeil | |
| 5.     | 1/11     | -                | -       | Senna-Saint-Denis | |
| 6.     | 2/11     | 40               | -       | Seine-Saint-Denis, Seine-et-Marne Val-d'Oise, Hauts-de-Seine | |
| 7.     | 3/11     | 315              | 29      | Île-de-France, Digione, Rouen, Bouches-du-Rhône | |
| 8.     | 4/11     | 596              | 78      | Île-de-France, Digione, Rouen, Marsiglia | |
| 9.     | 5/11     | 897              | 253     | Île-de-France, Rouen, Digione, Marsiglia, Évreux, Roubaix, Tourcoing, Hem, Strasburgo, Rennes, Nantes, Nizza, Tolosa, Bordeaux, Pau, Lilla | |
| 10.    | 6/11     | 1,295            | 193     | Île-de-France, Nord, Eure, Eure-et-Loir, Haute-Garonne, Loire-Atlantique, Essonne. | |
| 11.    | 7/11     | 1,408            | 395     | Île-de-France: Colombes, Grigny, Argenteuil, Trappes. Nord-Pas-de-Calais: Lens, Loos, Lille, Wattignies, Roubaix, Wasquehal o Marcq-en-Baroeul (Nord), Bruay (Nord). Midi-Pyrénées: Tolosa, Montauban. Rhône-Alpes: Lione, Saint-Etienne, Vénissieux, Cotea, Grenoble. Sud: Tolone, La Seyne-sur-Mer, Luc-en-Provence, Fréjus, Draguignan, Avignone, Valréas, Carpentras, Maubec, Pertuis, Apt, Bédoin, Marsiglia. Alsazia: Strasburgo, Mulhouse, Colmar. Est: Belfort. Ouest: Saint-Herblain, Montauban. | [ collegamento interrotto ] |
| 12.    | 8/11     | 1,173            | 330     | Regione di Parigi, Lille, Auxerre, Tolosa, Alsazia, Lorena, Franche-Comté | Archiviato il 25 novembre 2005 in Internet Archive. http://today.reuters.com/business/newsarticle.aspx?type=tnBusinessNews&storyID=nL08772457&imageid=2005-11-07T215351Z_01_TOU02D_RTRIDSP_2_FRANCE-RIOTS.jpg&cap=A%20suburban%20bus%20burns%20in%20Reynerie,%20near%20the%20southwestern%20city%20of%20Toulouse,%20after%20youths%20set%20fire%20to%20it%20and%20three%20cars%20on%20the%2012th%20night%20of%20violence%20November%207,%202005.%20France%20announced%20plans%20on%20Monday%20to%20impose%20curfews%20on%20rundown%20suburbs%20hit%20by%20violence%20to%20try%20to%20halt%20almost%20two%20weeks%20of%20unrest%20in%20which%20one%20man%20has%20been%20killed%20and%20thousands%20of%20cars%20have%20been%20torched.%20REUTERS/Stringer |
| 13.    | 9/11     | 617              | 280     | 116 città in totale. Regione di Parigi, Tolosa, Rhône, Gironde, Arras, Grasse, Dole, Bassens | Archiviato il 30 aprile 2008 in Internet Archive. Archiviato il 26 febbraio 2008 in Internet Archive. |
| 14.    | 10/11    | 482              | 203     | Tolosa, Belfort | Archiviato il 24 novembre 2005 in Internet Archive. |
| 15.    | 11/11    | 463              | 201     | Tolosa, Lille, Lione, Strasburgo, Marsiglia | |
| 16.    | 12/11    | 502              | 206     | Tolosa, Lille, Lione, Strasburgo, Alsazia, Lorena, regione di Parigi, ecc. | |
| 17.    | 13/11    | 374              | 212     | Lione, Tolosa, Carpentras, Dunkirk, Amiens, Grenoble | |
| 18.    | 14/11    | 284              | 115     | Tolosa, Faches-Thumesnil, Halluin, Grenoble | [ collegamento interrotto ] |
| 19.    | 15/11    | 215              | 71      | Saint-Chamond, Bourges | (FR) Le retour au calme semble se confirmer dans les banlieues, su Le Monde, 15 novembre 2005. URL consultato il 17 dicembre 2022 (archiviato dall'url originale il 18 dicembre 2012). |
| TOTALE | 19 notti | 8.720            | 2.599   | | |

## Cronologia degli eventi

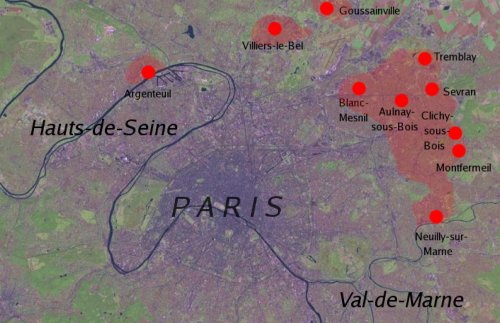
Aree delle sommosse al 4 novembre

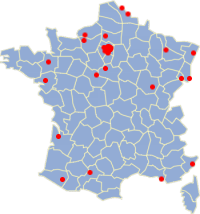
Città interessate dalle sommosse all'8 novembre

Giovedì 27 ottobre 2005, a Clichy-sous-Bois, due adolescenti, Zyed Benna di 17 anni e Bouna Traoré di 15 muoiono fulminati da un trasformatore all'interno di una cabina elettrica e un terzo, Muhittin Altun di 17 anni, rimane gravemente ferito. Non è chiaro il motivo per cui i tre si trovassero all'interno del trasformatore. Secondo alcuni i tre ragazzi, essendo inseguiti da una pattuglia di polizia, avevano scavalcato il muro per nascondersi, versione confermata anche da alcuni giornalisti australiani. Il prefetto locale François Molins e il ministro degli interni dell'epoca, Nicolas Sarkozy, sostengono invece che i ragazzi non sono stati fisicamente inseguiti, e che la pattuglia di polizia era stata chiamata sul posto per un presunto tentativo di furto. Successivamente alle prime verifiche è risultato che gli adolescenti non avevano nessuno tipo di coinvolgimento nel tentativo di furto in questione. La sera stessa cominciano gli scontri tra diverse centinaia di giovani e le forze dell'ordine. Vengono incendiate alcune auto, bidoni dell'immondizia e vi sono scontri piuttosto violenti tra forze dell'ordine e abitanti dei quartieri.
La mattina di sabato 29 ottobre 2005 viene organizzata una marcia silenziosa a cui partecipano anche il sindaco di Clichy-sous-Bois e i parenti delle vittime. Il sindaco chiede ufficialmente a Nicolas Sarkozy di aprire un'inchiesta ufficiale sui fatti. L'avvocato dei familiari dei ragazzi annuncia ai media di aver sporto denuncia contro ignoti per omissione di soccorso. Alla marcia partecipano circa un migliaio di persone, nonostante le due notti di scontri l'atmosfera sembra piuttosto tranquilla.
Verso le 21 di domenica 30 ottobre 2005 si diffonde la notizia che è stata lanciata una granata di gas lacrimogeno nella moschea Bilal di Clichy-sous-Bois, in quel momento gremita di fedeli raccolti in preghiera per celebrare la festa di Lyalat al-Qadr, una notte del Ramadan sacra per i musulmani. Il ministro degli Interni ha confermato che il tipo di granata ritrovato è dello stesso modello di quello usato dai reparti antisommossa della polizia francese, senza fornire ulteriori spiegazioni sui fatti. Allo stesso tempo il ministro dichiara la sua ferma intenzione di proseguire la sua politica di "tolleranza zero" e che si sbarazzerà dei "rifiuti" e delle "canaglie". Il linguaggio di Sarkozy scatena un forte dibattito, fomentato anche dalle dichiarazioni del 20 giugno, in cui aveva affermato di voler "ripulire le banlieues" con il "karcher", l'idrante utilizzato per il lavaggio delle auto. In seguito a tali dichiarazioni, i parenti dei ragazzi morti hanno rifiutato di incontrare Sarkozy, accettando invece l'incontro con il primo ministro francese Dominique de Villepin.
La morte dei due adolescenti, il lancio dei gas lacrimogeni nella moschea e le dichiarazioni di Nicolas Sarkozy, hanno svolto il ruolo di detonatori di tensioni latenti già da lungo tempo.

## Cronologia
- Mercoledì 19 ottobre - Il Ministro degli Interni francese Nicolas Sarkozy ha annunciato un inasprimento delle misure di polizia contro le violenze urbane, dispiegando un gruppo antisommossa nei 25 sobborghi colpiti nel paese. Sarkozy, che ha intenzione di candidarsi alla Presidenza della Repubblica nelle elezioni del 2007, ha anche annunciato piani per combattere la violenza negli stadi di calcio, con l'utilizzo di sistemi di sorveglianza per arrestare gli hooligan coinvolti.

### Prima settimana
- Giovedì 27 ottobre - Prima notte di rivolta
  - Bande, composte prevalentemente da centinaia di giovani, si sono scontrate con la Polizia, lanciando pietre e bottiglie Molotov contro le forze della Polizia e contro i Vigili del Fuoco, incendiando autovetture, e danneggiando edifici. C'è notizia che sia stato sparato un colpo contro la Polizia.[7]
  - La Polizia ha sparato gas lacrimogeni contro i rivoltosi. Circa 27 persone sono state fermate. Sono stati feriti 23 agenti di polizia e un giornalista. Il numero di rivoltosi e di passanti feriti non è noto.[8]
- Venerdì 28 ottobre - Seconda notte di rivolta
  - I rivoltosi a Clichy-sous-Bois pare che abbiano incendiato più di 30 automobili ed eretto barricate con quelle stesse automobili e con cassonetti della spazzatura, che i Vigili del Fuoco hanno poi rimosso.
  - Almeno 200 poliziotti antisommossa e folle di giovani ribelli si sono scontrati a più riprese, nella notte del giorno 28 e nella mattina presto del 29.[9]
- Sabato 29 ottobre - Terza notte di rivolta
  - Circa 500 persone hanno preso parte ad una marcia silenziosa attraverso Clichy-sous-Bois, in ricordo degli adolescenti morti.[10] Durante la processione, alcuni rappresentanti della comunità musulmana hanno fatto appello alla calma e alla dignità. I partecipanti al corteo indossavano magliette stampate con la scritta mort pour rien ("morto per niente").[11]
- Domenica 30 ottobre - Quarta notte di rivolta
  - Un candelotto lacrimogeno è stato lanciato nella moschea Bousquets, in quella che, per i musulmani, è la notte più sacra del mese sacro del Ramadan. La Polizia ha negato la responsabilità ma ha riconosciuto che era dello stesso tipo usato dai poliziotti antisommossa francesi. Parlando a 170 agenti di Polizia alla prefettura di Seine-Saint-Denis a Bobigny (l'autorità locale che da cui dipende Clichy-sous-Bois), Nicolas Sarkozy ha detto, "Sono, naturalmente, disponibile a incontrare l'Imam della moschea di Clichy per fargli avere tutti i dettagli al fine di comprendere come e perché una bomba lacrimogena è stata mandata in questa moschea". Testimoni oculari riferiscono anche che la polizia ha chiamato "puttane" e con altri epiteti le donne che uscivano dalla moschea.[12]
- Lunedì 31 ottobre - Quinta notte di rivolta
  - Le ultime notizie riferiscono di focolai di rivolta anche nella zona di Senna-Saint-Denis. Nella vicina Montfermeil è stato dato alle fiamme un garage della polizia municipale. Michel Thooris, un ufficiale del sindacato Action Police CFTC (che rappresenta solo una minoranza del servizio di polizia civile), descrive il tutto come una "guerra civile" e reclama l'intervento dell'esercito francese.[9]
- Martedì 1º novembre - Sesta notte di rivolta
  - Le rivolte si sono allargate in altri nove sobborghi della città dove sono stati bruciati altri 69 veicoli.
  - Si parla di un totale di 150 incendi che coinvolgerebbero garage, veicoli ed edifici.
  - I disordini erano particolarmente intensi a Sevran, Aulnay-sous-Bois e Bondy, tutti nella regione Senna-Saint-Denis, che è considerata essere un'"area delicata abitata da immigrati e persone a basso reddito".
  - A Sevran, dei giovani hanno incendiato due stanze di una scuola elementare, oltre ad alcune automobili. Tre agenti sono stati leggermente feriti.[13]
  - A Aulnay-sous-Bois, i ribelli hanno lanciato bottiglie Molotov contro il municipio e pietre alla caserma dei Vigli del Fuoco; la Polizia ha sparato proiettili di gomma ai ribelli che avanzavano.
  - Il Primo Ministro francese Dominique de Villepin "si è incontrato martedì con i genitori delle tre famiglie, promettendo una completa indagine sulle morti e insistendo sulla "'necessità di ripristinare la calma'", ha detto l'ufficio del Primo Ministro".[14]
- Mercoledì 2 novembre - Settima notte di rivolta
  - Si dice che dei rivoltosi hanno tentato un assalto ad una stazione della Polizia mentre 177 veicoli venivano incendiati.
  - Un funzionario governativo sostiene che sono stati sparati dei colpi contro la polizia antisommossa.
  - Due scuole elementari, un ufficio postale e un centro commerciale sono stati danneggiati, inoltre, un grande showroom di automobili è stato incendiato.
  - I furgoni e le vetture della Polizia sono state presi a sassate quando le bande si sono rivolte alla Polizia.
  - La sommossa si era diffusa verso ovest nell'area di Hauts-de-Seine dove una stazione della Polizia è stata bombardata con bottiglie Molotov artigianali.
  - Jacques Chirac, il Presidente della Repubblica Francese, ha fatto appello alla calma, e il Primo Ministro Dominique de Villepin ha tenuto un incontro di gabinetto di emergenza. De Villepin ha emesso una dichiarazione che afferma "Evitiamo di stigmatizzare le aree", che pare un rimprovero al suo rivale politico, il Ministro degli Interni Nicolas Sarkozy, che aveva chiamato racaille (cioè "feccia", "canaglia") i rivoltosi.[15][16][17].
  - Ad una donna con stampelle sulla cinquantina, Joëlle M., è stata versata addosso della benzina a Sevran-Beaudotes e le è stato appiccato il fuoco mentre scendeva da un autobus; "È stata salvata dall'autista (Mohammed Tadjer) e ricoverata in ospedale con gravi ustioni"[18][19]

### Seconda settimana
- Giovedì 3 novembre - Ottava notte della rivolta
  - A causa di uno sciopero proclamato dai sindacati, è stato interrotto il traffico sulla RER B, una linea di pendolari che collega Parigi all'aeroporto Charles De Gaulle.
  - Secondo la polizia ferroviaria SNCF, alcuni rivoltosi hanno attaccato due treni notturni presso la località di Le Blanc-Mesnil, picchiato un macchinista e rotto dei vetri. Un passeggero è stato leggermente ferito a causa di un vetro rotto.[20]
  - Per la prima volta la rivolta si è estesa fuori Parigi a Digione con violenze sporadiche presso la località di Bouches-du-Rhône a sud e a Rouen nel nord-est della France.
  - Durante una sessione al parlamento francese, De Villepin si è nuovamente impegnato a ristabilire l'ordine, riconoscendo la responsabilità del governo laddove ha fallito nel prevenire la violenza.
  - Circa 100 vigili del fuoco sono stati chiamati per spegnere un incendio in una fabbrica di tappeti, mentre 27 autobus sono stati dati alle fiamme.
  - Sono state bruciate 500 auto e si riscontrano diversi incendi dolosi nelle località di Aulnay-sous-Bois, Neuilly-sur-Marne, Le Blanc-Mesnil, e Yvelines.[21][22][23][24][25]. Sono 7 le auto date alle fiamme a Parigi[26], mentre molte altre hanno avuto i finestrini rotti vicino alla stazione della metro di La Chapelle. In tutta Francia, 593 veicoli sono stati bruciati nella sola notte di giovedì.
- Venerdì 4 novembre - Nona notte della rivolta
  - La violenza continua in Val d'Oise, Seine-et-Marne e Seine-Saint-Denis. Attacchi a veicoli sono stati registrati a Aubervilliers, Sarcelles, Montmagny e Persan.
  - La polizia francese riporta che gli incidenti di giovedì notte sono stati di minore intensità rispetto a quelli della notte precedente, con soli 50 veicoli dati alle fiamme[27]. Il Prefetto Jean-François Cordet ha dichiarato che "al contrario delle notti precedenti, ci sono stati meno scontri diretti con le forze dell'ordine."
  - "Il fratello di Traore, Siyakah Traore, ha invitato i dimostranti a 'calmarsi e smettere di saccheggiare.'"[28]
  - La violenza si è estesa, per la prima volta, anche alle località di Lilla e di Tolosa[29].

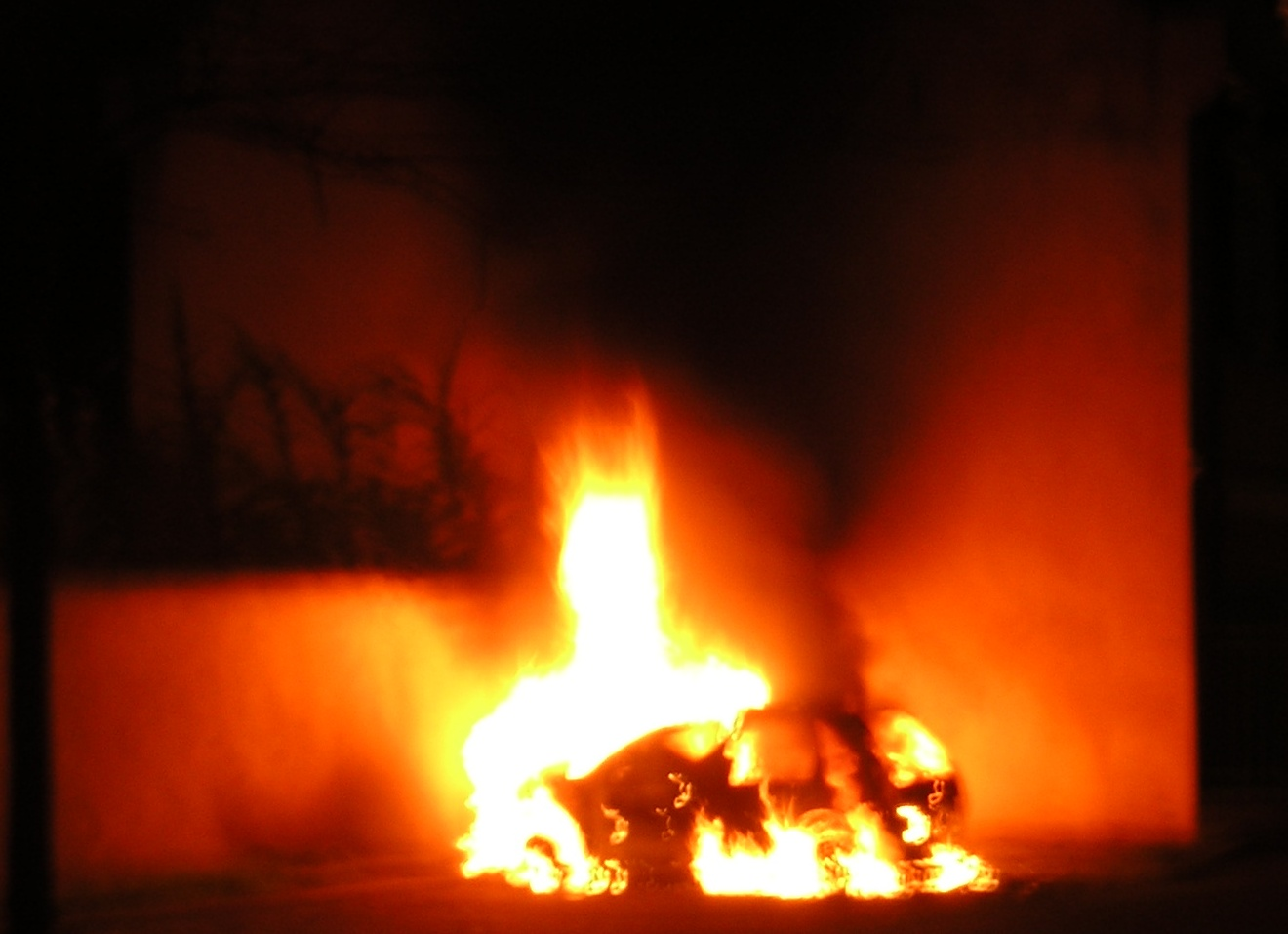
Una macchina in fiamme a Strasburgo durante le rivolte del 5 novembre

- Sabato 5 novembre - Decimo giorno della rivolta
  - Giorno
    - La Polizia riferisce la scoperta di una bomba a gasolio artigianale all'interno di un edificio abbandonato presso la località di Évry, a sud di Parigi, facendo sorgere l'ipotesi che le rivolte siano state pianificate in anticipo. Sei minori sono stati arrestati.
    - Alcune centinaia di residenti di Aulnay-sous-Bois hanno organizzato una marcia di protesta contro le rivolte; in testa al corteo il sindaco Gerard Gaudron.
    - Nel pomeriggio, il Primo Ministro Dominique de Villepin ha ricevuto Nicolas Sarkozy e altri membri del governo.
    - Yves Bot, pubblico ministero della città di Parigi, ha descritto gli eventi come una violenza organizzata, ben al di là di una pura e semplice rivolta spontanea. Si ipotizza che diversi adolescenti, in altre città, abbiano incitato alla rivolta via internet, affermando che era diretta contro le istituzioni della Repubblica, smentendo il carattere etnico delle stesse.[30]

  - Notte - Decima notte della rivolta
    - In tutta la Francia, sono stati incendiati 897 veicoli, mentre 170 persone sono state arrestate.[31]
    - Una bomba incendiaria è stata lanciata contro il muro della sinagoga di Pierrefitte-sur-Seine.[31]
    - Alcuni pompieri sono stati attaccati mentre soccorrevano un malato presso la località di Meaux
    - Le violenze continuano sia all'interno che fuori Parigi. A Grigny, due scuole sono state date alle fiamme, e una a Vigneux.
    - Un asilo è stato incendiato ad Achères, ad ovest di Parigi scandalizzando i residenti che auspicavano un intervento dei militari o la formazione di milizie cittadine.[32]
    - A Torcy, vicino a Disneyland Paris, i rivoltosi hanno incendiato una stazione della polizia e un centro giovanile.[33]
    - Ulteriori attacchi sono avvenuti ad Avignone (Vaucluse), Saint-Dizier (Haute-Marne), Soissons (Aisne), Nantes (Loire-Atlantique), Montauban (Tarn e Garonna) e nel nord a Lilla, Roubaix, Tourcoing, Mons-en-Barœul. Altri incidenti si sono verificati a Cannes, Nizza, e Tolosa.
    - Nella città di Évreux, in Normandia, più di 50 automobili, un centro commerciale, un ufficio postale e due scuole sono state incendiate.[34]. 253 persone sono state arrestate.

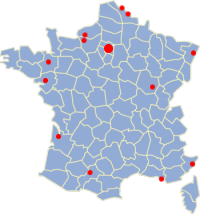
rivolte del 6 novembre

- Domenica 6 novembre - Undicesimo giorno della rivolta
  - Giorno
    - Per la prima volta vengono bruciate automobili nel centro di Parigi, più precisamente nello storico III arrondissement. In quel momento i cittadini hanno sollecitato l'impiego dell'esercito francese.
    - Il numero totale di veicoli incendiati durante la notte è stimato essere 1 295, il numero più alto finora. 193 persone sono state arrestate. Altri 2 300 poliziotti sono stati precettati.
    - In piena giornata di domenica, una troupe giornalistica belga di RTBF è stata aggredita fisicamente a Lilla, ferendo un operatore.
    - Una giornalista coreana della televisione KBS è stata fatta svenire da pugni e calci ripetuti che l'hanno colpita sul volto e sulla testa a Aubervilliers[35]
    - Fino a domenica mattina, decima notte, il numero totale di persone arrestate dal 27 ottobre ha superato le 800, e il numero totale di veicoli incendiati è stimato essere circa 3 500.[36][37]

  - Notte - Undicesima notte della rivolta
    - I rivoltosi hanno sparato proiettili di grosso calibro con pistole e fucili da caccia nel sobborgo parigino meridionale di Grigny, ferendo 34 poliziotti, tre dei quali gravemente.[38][39] Due di loro si dice che siano stati colpiti alla testa.[40]
    - Per la prima volta, le chiese cattoliche sono state attaccate con bottiglie Molotov a Liévin, a Lens in Pas-de-Calais, e a Sète in Hérault.
    - 1408 veicoli sono stati incendiati durante la notte (982 di essi all'esterno di Parigi), e 395 persone sono state arrestate.[41] Un autobus turistico polacco parcheggiato a Maisons-Alfort in attesa di riportare in Polonia un gruppo di turisti è stato uno dei veicoli distrutti.[42]
    - Nel primo incidente all'esterno della Francia, cinque autovetture sono state incendiate a Saint-Gilles, Bruxelles, Belgio. 
    - La polizia tedesca sospetta che l'incendio di cinque veicoli a Berlino possa essere connesso alle sommosse nei sobborghi di Parigi. Simili incidenti sono stati registrati a Brema.
- Lunedì 7 novembre - Dodicesimo giorno della rivolta
  - Giorno
    - Un uomo di 61 anni, Jean-Jacques Le Chenadec, un ex-dipendente della Renault, è morto all'ospedale a causa delle ferite subite per le percosse ricevute quando stava andando a ispezionare i danni ai cassonetti della spazzatura incendiati nel sobborgo di Stains. È la prima morte provocata dalla rivolta.  Archiviato il 12 novembre 2007 in Internet Archive.[43][44]
    - Si dice che il rivoltoso Moussa Diallo abbia detto: "Questo è solo l'inizio. Non finirà se non quando ci saranno due poliziotti morti".[45]
    - Eric Raoult, sindaco di Raincy, che è uno dei comuni colpiti dalle rivolte, ha imposto il coprifuoco alle persone minori di 15 anni dall'una di notte all'alba[46].
    - La TV France 3 ha deciso di smettere di rivelare i danni della rivolta al fine di non infiammare la situazione.[47]
    - Tre partecipanti a un blog francese sono stati arrestati per istigazione alla violenza.[48]
    - I capi religiosi ebrei in Francia riferiscono che il governo, per evitare ulteriori attacchi anti-semiti, ha consigliato loro di non parlare delle loro paure in pubblico.[49]
    - L'unione delle organizzazioni islamiche francesi (UOIF) ha emesso una fatwā che condanna le violenze.[50]
    - De Villepin sulla TV TF1 ha annunciato il dispiegamento di 18.000 poliziotti, di cui 1500 presi dalla riserva.[51][52].

  - Notte - Dodicesima notte della rivolta
    - La Polizia ha affermato che la violenza a Seine-Saint-Denis era ancora sul punto di scoppiare, ma la situazione era più calma che nelle notti precedenti, essendoci state solo un terzo delle chiamate ai Vigili del Fuoco, ma la violenze continuavano nella provincia.[53]
    - A Tolosa, una cinquantina di rivoltosi hanno fermato e incendiato un autobus dopo aver ordinato all'autista di scendere, ed hanno poi scagliato bombe incendiarie e altri oggetti verso la Polizia quando è arrivata.[54]
    - Due scuole sono state incendiate a Lille Sud e a Bruay-sur-l'Escaut vicino al comune di Valenciennes. Una palestra è stata incendiata a Villepinte.
    - Inoltre, atti di violenza e di vandalismo hanno colpito località situate in Alsazia, Lorena e nella Franche Comté. Le violenze si sono estese anche a Tolosa, Strasburgo, Mosella e Doubs.
    - 1173 veicoli sono stati dati alle fiamme.
    - Il primo ministro Dominique de Villepin ha annunciato che, a partire da mercoledì, "qualora fosse necessario, i prefetti saranno autorizzati a imporre il coprifuoco". Non è stato comunque pianificato alcun intervento armato.[55]
- Martedì 8 novembre - Tredicesimo giorno di rivolta 
  - Giorno
    - Una stazione televisiva belga, la VTM riferisce che una bomba molotov artigianale è stata gettata in un parcheggio di biciclette di una scuola durante le lezioni, e che alcuni loro reporters sono stati attaccati sul luogo dell'evento.
    - Il Presidente Jacques Chirac ha dichiarato lo stato di emergenza in accordo con il consiglio di governo; è la prima volta dal 1955 che accade, quando, a seguito della guerra di indipendenza algerina, le autorità imposero il coprifuoco dalle 24 di giovedì per un massimo di 12 giorni.

  - Notte - Tredicesima notte della rivolta
    - La chiesa protestante di Meulan è stata attaccata dai rivoltosi.[56]
    - Alcuni giovani ribelli hanno gettato una bomba incendiaria verso agenti di polizia, mentre nella periferia di Tolosa sono state date alle fiamme, un numero imprecisato di automobili. Dozzine di giovani hanno appiccato il fuoco ad almeno 10 automobili e gettato oggetti verso la polizia.[57]
    - Verso mezzanotte Tempo Centrale Europeo, la repubblica francese si trova in Stato di emergenza. Le città di Orléans e Amiens hanno imposto il coprifuoco per i minori sotto i 16 anni.
    - Un dirigente del ministro dell'interno Claude Gueant ha affermato, grazie alle testimonianze degli uomini della polizia, un "calo molto significativo" dell'intensità delle rivolte. Il numero delle auto date alle fiamme per tutta la Francia, nella notte tra martedì e mercoledì, si è ridotta a 617, centinaia in meno rispetto alla notte precedente. Sono state arrestate circa 280 persone e l'intensità dei disordini si è dimezzata rispetto alle notti precedenti in ben 116 aree.[58]
    - I trasporti pubblici di Lione vengono chiusi a causa di una bomba molotov che ha colpito una treno fermo ad una stazione.
    - A Bordeaux, una bomba molotov ha colpito una bus a gas.
- Mercoledì 9 novembre - Quattordicesimo giorno di rivolta
  - Giorno
    - I commercianti e gli uomini d'affari francesi sono preoccupati che le 13 notti di rivolta possano incidere sugli acquisti dei consumatori, proprio all'avvicinarsi del periodo natalizio. Le violenze possono aver aiutato l'euro a rimanere ad un livello più sostenuto rispetto al Dollaro statunitense e a dissuadere i turisti statunitensi a visitare la Francia, fino al termine delle rivolte.[59]
    - Daniel Feurtet, il sindaco comunista del distretto di Blanc-Mesnil colpito dalle rivolte, minaccia di dare le dimissioni. "Se il prefetto decide di imporre il coprifuoco in una delle nostre aree, io rassegnerò immediatamente le dimissioni".[60]
    - Il ministro degli interni Nicolas Sarkozy ha ordinato l'espulsione di tutti gli stranieri colpevoli di aver preso parte alle rivolte che hanno sconvolto la Francia per 13 notti. Ha, inoltre, dichiarato che 120 stranieri resisi colpevoli di essere coinvolti nella rivolta saranno immediatamente espulsi.[61]

  - Notte - Quattordicesima notte della rivolta
    - Le autorità hanno imposto il coprifuoco in 38 aree, compresa Marsiglia, Nizza, Strasburgo, Lione, Tolosa, e Parigi. Gli incidenti e gli atti di vandalismo stanno diminuendo sensibilmente. Si riportano alcuni scontri in Belfort, con un asilo nido a sud di Tolosa dato alle fiamme.[62]
    - Secondo le autorità, l'area di Parigi ora appare quieta e il portavoce del sobborgo di Seine-et-Marne afferma che "la rivolta si va affievolendo".[63]
    - Diverse città nei sobborghi di Parigi si stanno riorganizzando per riportare l'ordine.[64]

### Terza settimana
- Giovedì 10 novembre
  - Giorno
    - Il Presidente francese Jacques Chirac ha riconosciuto che nel suo paese vi è l'"innegabile problema" delle aree povere delle città al quale si deve efficacemente rispondere: "Qualsiasi sia la nostra origine, siamo tutti figli della Repubblica, e tutti ci aspettiamo di avere gli stessi diritti".[65]
    - Nel frattempo, otto ufficiali di polizia sono stati sospesi per aver malmenato un giovane in una banlieue parigina. La stessa polizia ha affermato che due degli otto ufficiali erano sospettati di aver illegalmente colpito un uomo arrestato a La Courneuve, in una zona della rivolta. Gli altri sei ufficiali sono sotto indagine come sospetti testimoni dell'incidente del 7 novembre. "Un esame medico mostra che l'uomo presenta lividi superficiali sulla fronte e sui piedi".[65]
    - Il capo della polizia Pierre Mutz ha proibito l'acquisto e il trasporto di benzina in taniche, ipotizzando che le violenze fossero state pianificate nella capitale stessa.
    - Sarkozy ha affermato che le autorità locali sono state avvisate di espellere gli stranieri colpevoli di essere coinvolti nella rivolta.[66]

  - Notte - Quindicesima notte di rivolta
    - Anche questa notte il capo della polizia Pierre Mutz ha proibito l'acquisto e il trasporto in taniche di benzina fino a giovedì, facendo riferimento a una serie di arresti di persone che trasportavano bombe incendiarie. "Nei giorni precedenti alcuni siti internet e messaggi SMS incitavano ad 'azioni violente'".
    - Durante la notte sono stati dati alle fiamme almeno 395 veicoli e sono state arrestate 168 persone.[67]
    - Nelle Alpi Marittime, sette città, Cannes compresa, hanno adottato il coprifuoco.
    - Il ministro della giustizia Pascal Clément ha affermato che a Parigi solamente due persone sono state arrestate per aver violato il coprifuoco.[68]
- Venerdì 11 novembre
  - Giorno
    - La polizia ha annunciato che tutte le assemblee pubbliche che siano ritenute in grado di provocare disordini saranno vietate nella capitale francese. Il divieto inizierà alle 0900 GMT di sabato e finirà alle 0700 GMT di domenica. La polizia afferma che la misura è stata presa in seguito agli incitamenti ad 'azioni violente' a Parigi il 12 novembre, contenuti in recenti e-mail e SMS.[69]
    - I residenti delle zone periferiche più colpite dalla rivolta hanno tenuto un sit-in vicino alla torre Eiffel venerdì, chiedendo la fine del vandalismo e degli incendi di veicoli.[69]

  - Notte - Sedicesima notte di rivolta
    - Fino alle 4 del mattino di sabato, sono state incendiate 384 automobili e sono stati compiuti 162 arresti.[70]
    - Fino alle ore 9 del mattino di sabato, sono stati incendiati 502 veicoli, e sono stati compiuti 206 arresti.
- Sabato 12 novembre
  - Giorno
    - Parigi proibisce tutte le manifestazioni pubbliche, per aiutare a fermare la rivolta. Il divieto è iniziato alle ore 9:00 e rimarrà in vigore fino a domenica mattina.
    - La polizia nella città di Lione ha sparato lacrimogeni per disperdere gruppi di giovani che lanciavano pietre alcune ore prima dell'inizio del coprifuoco.

  - Notte - Diciassettesima notte di rivolta
    - un asilo è stato dato alle fiamme nel sud della città di Carpentras.[71]
    - Dieci persone sono state arrestate a Lione dopo che 50 giovani hanno danneggiato dei veicoli. Le autorità regionali della città, hanno per la prima volta dichiarato il coprifuoco per i minori.[72]
    - "It was the first rioting in a major city's downtown core in more than two weeks of violence.".[73]
    - Una scuola è stata incendiata a Carpentras.[72]
    - "Più di 370 automobili bruciate, meno delle 502 della notte precedente. Altre 212 persone sono state arrestate," ha dichiarato la BBC. "Sono state riscontrate proteste anche a Tolosa, Dunkerque, Amiens e Grenoble."[73]

  - Le rivolte si sono allargate anche ad altri Paesi Europei:
    - Grecia: le auto di due concessionarie sono state date alle fiamme ad Atene (proteste simili erano avvenute anche negli ultimi due giorni)
    - Paesi Bassi: nella città di Rotterdam, alcune auto sono state date alle fiamme con tecniche simili a quelle utilizzate nella banlieue parigina.
    - Belgio: molte auto, ma anche alberi e cassonetti, sono stati bruciati. Per il Belgio è la sesta notte di protesta in quei comuni ad alta concentrazione di immigrati (ma il Ministero dell'Interno parla di emulazione).
- Domenica 13 novembre
  - Giorno
    - L'Unione europea ha offerto 50 milioni di euro alla Francia per aiutarla a riprendersi dopo più di due settimane di rivolta delle periferie povere delle città. Il capo della Commissione Europea Jose Manuel Barroso ha dichiarato che fino ad un miliardo di euro potrebbero eventualmente esser messi a disposizione per la creazione di posti di lavoro e per aiutare la coesione sociale. Le assicurazioni francesi stimano che le richieste di indennizzo per danni raggiungeranno da sole i 200 milioni di euro.[74]

  - Notte - Diciottesima notte di rivolta
    - 284 veicoli sono stati dati alle fiamme nella notte di domenica, meno del picco di oltre 1 000 della settimana precedente. 115 persone sono state fermate durante la notte.[75]
- Lunedì 14 novembre
  - Giorno
    - Il governo francese ha proposto di estendere lo stato d'emergenza per tre mesi.
    - Il presidente francese Jacques Chirac si è impegnato a creare opportunità per i giovani come sforzo per prevenire ogni risurrezione di violenza urbana. Nel suo primo discorso dall'inizio della rivolta, M. Chirac ha parlato di "crisi dei significati, crisi d'identità". Ha condannato il "veleno" del razzismo, ed ha annunciato misure per l'educazione di 50 000 giovani nel 2007. In un discorso all'Eliseo, Chirac ha detto che l'ondata di violenza ha messo in evidenza l'esistenza di un "profondo malessere" nella società francese. "Siamo tutti coscienti della discriminazione," ha detto il presidente, invocando pari opportunità per i giovani e rifiutando le proposte di un sistema di quote sul modello statunitense.[75]
    - Molti degli abitanti dei quartieri poveri afflitti da criminalità, alti tassi di disoccupazione e mancanza di prospettive non si aspettano molto dai piani del governo. "Non cambierà niente," ha detto Henri-Anne Dzerahovic, 61 anni, residente del sobborgo di Clichy-Sous-Bois a nord-est di Parigi. "Io me ne vado da qui, ne ho avuto abbastanza. Da qualsiasi parte vai, hai sempre paura di essere attaccato. Sempre, non solo nelle ultime due settimane. È un clima terribile", ha detto Dzerahovic.

  - Notte - Diciannovesima notte di rivolta
    - 215 veicoli (60 dei quali nella Île-de-France) sono stati incendiati e 71 persone trattenute dalla polizia durante la notte.[76]
- Martedì 15 novembre
  - Giorno
    - La Camera dei deputati del parlamento francese ha approvato piani per estendere poteri speciali fino al 21 febbraio 2006 nel tentativo di esercitare controllo sull'ondata di rivolte urbane. Le leggi di emergenza devono anche essere approvate dal Senato, che vota sulla questione il mercoledì. Il Ministro dell'Interno francese Nicolas Sarkozy ha detto hai deputati che la Francia sta affrontando una delle sue "crisi più acute e complesse", che richiede "fermezza". Ha detto che la maggior parte delle persone arrestate durante le rivolte erano già delinquenti conosciuti.[77]

  - Notte - Ventesima notte di rivolta
    - La violenza è continuata, con 163 veicoli incendiati (27 dei quali nell'Ile-de-France) e 50 arresti. Solo cinque comuni hanno avuto più di cinque casi di incendio doloso, tra i quali Arras, Brest e Vitry-le-François con 11 ciascuno. A Romans-sur-Isère, una chiesa è stata incendiata. Un poliziotto è stato ferito a Pont-Evêque (Isère), colpito da una bottiglia piena di acido. Dal 27 ottobre, 126 poliziotti in totale sono stati feriti.[78]
- Mercoledì 16 novembre
  - Giorno
    - Il Parlamento francese ha approvato una proroga di tre mesi per le leggi di emergenza atte a sopprimere le rivolte. Mercoledì il Senato ha approvato la proroga, il giorno dopo il voto della Camera. Le leggi consentono alle autorità locali di imporre coprifuochi, condurre perquisizioni di casa in casa e proibire assembramenti pubblici. La Camera ha approvato con una maggioranza di 346 a 148, il Senato con 202 a 125.[79]
    - Membri del partito di centro-destra del Presidente Jacques Chirac hanno avanzato l'ipotesi che la poligamia sia un fattore nelle rivolte, sostenendo che i figli di famiglie poligame non hanno una solida figura paterna e tendono a vivere in condizioni di sovraffollamento. "La poligamia... impedisce lo sviluppo individuale necessario in una società organizzata. Non si possono avere decine di persone a vivere in un unico appartamento", ha dichiarato alla radio francese Bernard Accoyer, leader dell'Unione per una Maggioranza Popolare (UMP) nell'Assemblea Nazionale in Parlamento. La poligamia è illegale in Francia ma fino al 1993 era possibile per gli immigrati far arrivare per il ricongiungimento più di una moglie dal loro Paese di provenienza.[79]

### Quarta settimana
- Giovedì 17 novembre
  - Giorno
    - La polizia francese dice che la violenza in Francia è tornata a livelli "normali", dopo tre settimane di rivolte dei giovani in varie zone urbane di tutto il Paese. Secondo la polizia, 98 veicoli sono stati incendiati mercoledì notte, il che indicherebbe un "ritorno a una situazione normale in tutta la Francia", poiché quella cifra corrisponde alla media prima che iniziassero le rivolte il 27 ottobre. Le autorità della regione di Rhone, che include Lione e le città vicine a sud-est, hanno annullato il coprifuoco per i minorenni dopo che erano state bruciate solo otto automobili durante la notte.[80]
    - Giovedì, i portavoce dei musulmani francesi hanno denunciato i tentativi di incolpare i musulmani e l'Islam per le rivolte nelle periferie urbane francesi, avvertendo segni preoccupanti di un crescente pregiudizio contro la loro fede e dichiarando ai giornalisti che, anche se molti dei giovani implicati nelle rivolte provengono anche da ambienti musulmani, i loro sfoghi violenti sarebbero stati una protesta contro la disoccupazione, le scarse condizioni di abitabilità delle periferie e altri pregiudizi che devono affrontare a causa delle loro origini straniere. "Non si sono comportati così perché sono musulmani, ma per le condizioni misere in cui vivono", ha detto Kamel Kabtane, rettore della Grande Moschea di Lione. "Non c'erano solo i Mohammad e gli ʿAli in quei gruppi (di rivoltosi), c'erano anche i Tony e Daniel", ha detto Dalil Boubakeur, il rettore della Grande Moschea di Parigi, che è anche capo del Consiglio Musulmano ufficiale francese (CFCM).
- Venerdì 18 novembre
  - Giorno
    - Il Ministro francese per le Pari Opportunità, Azouz Begag, ha invitato il governo ad abolire la proibizione sulla raccolta di dati indicanti l'appartenenza etnica o religiosa. In Francia, sia agli enti governativi che alle aziende private è infatti proibito raccogliere questo tipo di dati, che sono considerati fonte di divisioni. Ma Begag ha detto al giornale Le Figaro che era importante valutare la presenza delle minoranze nelle varie professioni. La discriminazione sul lavoro era una delle lamentele più diffuse espresse da molti dei giovani che hanno partecipato alle rivolte nelle banlieues popolate da immigrati. "Dobbiamo vedere i veri colori della Francia", ha detto Begag. "E per farlo, dobbiamo misurare la presenza dei figli degli immigrati nella polizia, nella magistratura, tra i dipendenti pubblici oltre che nel settore privato."[81]

## Coordinamento e modalità di azione della rivolta
Il portavoce nazionale della polizia francese, Patrick Hamon, viene citato nel Wall Street Journal poiché dice che non vi è stata coordinazione tra le bande nei vari quartieri, spiegando però poi che i giovani separati nei quartieri comunicavano tramite SMS o via e-mail per organizzarsi, incontrarsi e avvertirsi l'un l'altro. Secondo l'edizione di The Guardian del 6 novembre 2005, Hamon dichiarò: "Quel che noi notiamo è che le bande di giovani, poco per volta, si stanno organizzando sempre più, preparando attacchi tramite messaggi fra cellulari e imparando come fare esplosivi con della benzina". La polizia ha ritrovato delle bombe Molotov costruite in edifici abbandonati; il ministro della giustizia Jean-Marie Huet ha precisato all'Associated Press che questi esplosivi "non sono stati improvvisati dai ragazzi nei loro bagni."

## Reazioni alle rivolte

### Reazioni da parte dei politici e della polizia
Un funzionario di Action Police CFTC, un sindacato ultra-minoritario della Polizia francese, ha descritto le rivolte come una "guerra civile", e ha richiesto l'intervento dell'esercito.
Questo ha provocato scalpore e, in particolare, la reazione del sindacato UNSA-Police, che rappresenta la maggioranza dei poliziotti anti-sommossa, che descrive la situazione in termini meno drammatici.
In relazione alla rivolta, il Ministro degli Interni francese Nicolas Sarkozy ha affermato che i funzionari della Polizia dovrebbero essere armati con armi non letali per combattere la violenza urbana.
Il governo francese, anche prima di questa rivolta, ha equipaggiato le forze di polizia con armi non letali (come flashbang e taser) al fine di trattare meglio la piccola delinquenza e i disordini urbani, specialmente, nelle comunità periferiche povere.
Dopo la quarta notte di violenze, Sarkozy annunciò una politica di tolleranza zero verso la violenza urbana e annunciò che 17 compagnie di polizia antisommossa(C.R.S.) e 7 squadre mobili di polizia (escadrons de gendarmerie mobile) sarebbero state appostate nei quartieri violenti di Parigi. Sarkozy ha detto di credere che parte della violenza può essere dovuta all'istigazione di bande organizzate. "... Tutto questo non ci sembra essere completamente spontaneo" ha detto. Agenti di polizia sotto travestimento sono stati mandati ad identificare "capibanda, trafficanti di droga e pezzi grossi." L'approccio di Sarkozy è stato criticato da politici di sinistra che richiedono maggiori fondi pubblici per case, istruzione e creazione di posti di lavoro e l'astensione da una "pericolosa demagogia". Sarkozy è stato ulteriormente criticato dopo essersi riferito ai rivoltosi come racaille e voyous (che significa "feccia", "canaglie", "malviventi" o "teppisti").
Durante la sua visita a Clichy-sous-Bois, il Ministro dell'Interno doveva incontrare le famiglie dei due giovani uccisi, ma, dopo che un lacrimogeno è stato buttato dentro alla moschea di Clichy, le famiglie si sono ritirate dall'incontro. Il fratello di Banou Traoré, Siyakah, ha detto "Non vedremo Sarkozy in nessun modo, perché è un incompetente. Quello che è successo nella moschea mostra assoluta mancanza di rispetto."
Le famiglie alla fine si sono incontrate con Dominique de Villepin il 3 novembre.
Il quotidiano di sinistra Liberation fa riferimento all'esasperazione dei giovani delle periferie, come contraltare ai continui interventi della polizia e del ministro degli interni Sarkozy ("mancanza di rispetto")
. Un parente di un alunno ha dichiarato che "Bruciare una scuola è inaccettabile, Sarkozy si", questa dichiarazione era su tutta la stampa francese, compresa il conservatore Le Figaro.
Azouz Begag, ministro delegato per la promozione delle pari opportunità, ha dichiarato, in opposizione a Sarkozy che il ministro è stato, nelle sue dichiarazioni: "impreciso e bellicoso", e questo non ha certo aiutato a sedare gli animi nelle periferie in rivolta.
.
Il 5 novembre, il pubblico ministero di Parigi Yves Bold ha dichiarato alla radio Europe 1: "Tutta la rivolta fa pensare ad un'apparente organizzazione". Alcuni residenti di Aulnay-sous-Bois, secondo quanto riportato dalla Reuters,
sospettano che i ribelli siano in qualche modo collegati al traffico di droga o coordinati da fondamentalisti islamici.
Nel frattempo, sempre un residente di Aulnay-sous-Bois considera questa, una rivolta ingiustificata. Jeremie Garrigue, di 19 anni, dubita che ci sia un coordinamento: "Se questi ragazzi fossero stati organizzati, avrebbero fatto di peggio -- avrebbero usato fucili e bombe contro il municipio delle città e le prefetture", -- "Sono tutte teorie dei politici", incalza una donna di nome Samia, la cui sua principale testimonianza verte sulle minacce rivolte a suo figlio da alcuni rivoltosi. "Noi purtroppo viviamo in questa realtà".
Alcuni leader musulmani delle comunità arabe e africane in Francia hanno pronunciato un fatwā, una prescrizione religiosa, contro le rivolte. "È assolutamente vietato per qualunque musulmano... di prendere parte a qualsiasi azione che colpisce ciecamente la proprietà privata o pubblica o che possa mettere in pericolo la vita di altri" dice la fatwa dell'Unione delle Organizzazioni Islamiche di Francia.

### Reazioni da parte dei Vigili del Fuoco
I Pompieri di Parigi hanno sviluppato un "Piano di violenza urbana", ispirato all'esperienza dei vigli del fuoco dell'Ulster (Libération, Ott. 29). La "zona calda" è identificata e le autopompe aspettano all'esterno di questa zona. Quando un incendio è denunciato, una squadra minima è inviata (due uomini fuori dall'autopompa) sotto la copertura delle forze di polizia; se l'incendio non è a rischio di diffondersi o causare vittime, i vigili del fuoco si ritirano senza cercare di spegnerlo. Mentre sono nella zona, i vigili del fuoco stanno allerta per lanci di oggetti. La topografia dell'area è tenuta in considerazione in modo da evitare che i vigili del fuoco siano intrappolati in un vicolo cieco.
Durante gli eventi correnti, sono stati chiamati uomini e mezzi da altri département come rinforzo; essi sono stati dislocati per difendere zone tranquille (p.e. L'abitato di Parigi), mentre il Corpo dei Vigili del fuoco di Parigi, che è un'organizzazione militare, lavorava nelle zone calde.
Alcuni vigili del fuoco sono stati feriti da vetri rotti o da bottiglie molotov, e ci sono rapporti di attacchi mediante pistole ad aria compressa.

### Le reazioni nel mondo
- Danimarca - Probabilmente ispirati dai disordini in Francia, giovani immigrati hanno commesso diversi atti vandalici a Århus, Danimarca. Uno di loro ha detto "La Polizia deve stare lontano. Questo è il nostro territorio. Qui comandiamo noi." I media danesi non si sono occupati molto degli incidenti, pochi gli articoli sui giornali. Questi avvenimenti sono stati significativamente sottostimati; l'area attorno a Rosenhøj Mall, la più interessata dagli scontri, è stata per diverse notti zona off-limit. Il principale quotidiano della zona, il Jylland Post, è stato preso di mira da estremisti musulmani, che hanno rivolto minacce di morte nei confronti di alcuni giornalisti.[95]
- Iran - Il ministro degli esteri iraniano ha chiesto alla Francia di trattare le minoranze con rispetto salvaguardandone i diritti umani.[96]
- Italia - Il leader dell'opposizione Romano Prodi ha richiamato il governo italiano ad un provvedimento urgente in materia, dichiarando ai giornalisti: "Noi abbiamo le peggiori periferie in Europa. Non credo che le cose siano molto diverse rispetto a Parigi. È solo questione di tempo."[97][98]
- Libia - Il Leader della Libia Muʿammar Gheddafi ha parlato al telefono con il Presidente francese Jacques Chirac, offrendo il suo aiuto.[99]
- Senegal - Il presidente del Senegal, Abdoulaye Wade, durante la sua visita a Parigi nei giorni dei disordini, ha dichiarato che la Francia "deve dissolvere i ghetti, e integrare tutti gli Africani che chiedono di essere integrati."[100]
- Turchia - Il Primo Ministro turco in un'intervista concessa al giornale turco Milliye, ha fatto riferimento alla legge francese che proibisce i veli nelle scuole, considerandola come una delle cause scatenanti delle sommosse nelle banlieue[101]. Anche la Turchia ha una legge simile.
- Stati Uniti - Il portavoce del Dipartimento di Stato Sean McCormack, invitato a rilasciare una dichiarazione sugli scontri in Francia, ha risposto che si tratta di un problema interno francese, ed ha aggiunto, "certamente, com'è sentimento di tutti, siamo addolorati per la perdita di vite umane in questo tipo di situazioni. Ma ripeto, questi sono problemi del popolo francese, e spetta al governo francese trovare una soluzione."[102]
- I governi di Repubblica Popolare Cinese[103], Russia[104] il 3 novembre, Stati Uniti[105] il 4 novembre, Australia[106], Regno Unito, Giappone, Canada[107], Paesi Bassi[108], Belgio[109] e Hong Kong[110] il 7 novembre, hanno informato i propri cittadini riguardo ai pericoli di un viaggio in Francia in quei giorni.